# Byczok (obwód woroneski)
Byczok (ros. Бычок) – wieś w Rosji, w obwodzie woroneskim, w rejonie pietropawłowskim. W 2010 liczyła 972 mieszkańców.